# گرانت برامول
گرانت برامول (انگلیسی: Grant Bramwell؛ زادهٔ ۲۸ ژانویهٔ ۱۹۶۱) قایقران کایاک اهل نیوزیلند بود.